# 夢!どうぶつ大図鑑
『夢!どうぶつ大図鑑』（ゆめ!どうぶつだいずかん）は、2011年10月22日から2012年3月17日まで、TBS系列で放送された教養バラエティ番組である。放送時間は、毎週土曜19:56 - 20:54（JST）。初回は2時間スペシャル（19:00 - 20:54、JST）で放送された。

## 概要
TBSは『わくわく動物ランド』や『どうぶつ奇想天外!』、毎日放送制作の『野生の王国』など、長年にわたって動物を扱う番組を放送していた。TBS製作の動物をテーマにした教養番組は「どうぶつ奇想天外!」の終了以来2年ぶりである。
司会を務める高橋克実はTBSのバラエティ番組では本番組が初めてだった。
2012年3月17日のスペシャルをもって番組を終了。

## 出演者

### 司会
- 高橋克実
- 劇団ひとり
- 江藤愛（TBSアナウンサー）

### レギュラーパネリスト
- 中川翔子
- 森泉
- 柳原可奈子
- フルーツポンチ（村上健志・亘健太郎）
- 渡部秀

## ネット局
| 放送対象地域   | 放送局                   | 系列    | 放送日時                 |
| -------------- | ------------------------ | ------- | ------------------------ |
| 関東広域圏     | TBSテレビ (TBS)          | TBS系列 | 土曜 19時56分 - 20時54分 |
| 北海道         | 北海道放送 (HBC)         | TBS系列 | 土曜 19時56分 - 20時54分 |
| 青森県         | 青森テレビ (ATV)         | TBS系列 | 土曜 19時56分 - 20時54分 |
| 岩手県         | IBC岩手放送 (IBC)        | TBS系列 | 土曜 19時56分 - 20時54分 |
| 宮城県         | 東北放送 (TBC)           | TBS系列 | 土曜 19時56分 - 20時54分 |
| 山形県         | テレビユー山形 (TUY)     | TBS系列 | 土曜 19時56分 - 20時54分 |
| 福島県         | テレビユー福島 (TUF)     | TBS系列 | 土曜 19時56分 - 20時54分 |
| 山梨県         | テレビ山梨 (UTY)         | TBS系列 | 土曜 19時56分 - 20時54分 |
| 新潟県         | 新潟放送 (BSN)           | TBS系列 | 土曜 19時56分 - 20時54分 |
| 長野県         | 信越放送 (SBC)           | TBS系列 | 土曜 19時56分 - 20時54分 |
| 静岡県         | 静岡放送 (SBS)           | TBS系列 | 土曜 19時56分 - 20時54分 |
| 富山県         | チューリップテレビ (TUT) | TBS系列 | 土曜 19時56分 - 20時54分 |
| 石川県         | 北陸放送 (MRO)           | TBS系列 | 土曜 19時56分 - 20時54分 |
| 中京広域圏     | 中部日本放送 (CBC)       | TBS系列 | 土曜 19時56分 - 20時54分 |
| 近畿広域圏     | 毎日放送 (MBS)           | TBS系列 | 土曜 19時56分 - 20時54分 |
| 鳥取県・島根県 | 山陰放送 (BSS)           | TBS系列 | 土曜 19時56分 - 20時54分 |
| 岡山県・香川県 | 山陽放送 (RSK)           | TBS系列 | 土曜 19時56分 - 20時54分 |
| 広島県         | 中国放送 (RCC)           | TBS系列 | 土曜 19時56分 - 20時54分 |
| 山口県         | テレビ山口 (tys)         | TBS系列 | 土曜 19時56分 - 20時54分 |
| 愛媛県         | あいテレビ (ITV)         | TBS系列 | 土曜 19時56分 - 20時54分 |
| 高知県         | テレビ高知 (KUTV)        | TBS系列 | 土曜 19時56分 - 20時54分 |
| 福岡県         | RKB毎日放送 (RKB)        | TBS系列 | 土曜 19時56分 - 20時54分 |
| 長崎県         | 長崎放送 (NBC)           | TBS系列 | 土曜 19時56分 - 20時54分 |
| 熊本県         | 熊本放送 (RKK)           | TBS系列 | 土曜 19時56分 - 20時54分 |
| 大分県         | 大分放送 (OBS)           | TBS系列 | 土曜 19時56分 - 20時54分 |
| 宮崎県         | 宮崎放送 (MRT)           | TBS系列 | 土曜 19時56分 - 20時54分 |
| 鹿児島県       | 南日本放送 (MBC)         | TBS系列 | 土曜 19時56分 - 20時54分 |
| 沖縄県         | 琉球放送 (RBC)           | TBS系列 | 土曜 19時56分 - 20時54分 |

## スタッフ
- 監修：林良博（東京農業大学教授）
- 番組サポーター：宮下実（近畿大学教授）、荒井一利（鴨川シーワールド館長）
- 構成：恒川省三、そーたに、くらなり、佐藤雄介、杉本みな子
- テーマ音楽：熊田豊
- スタジオ技術
  - TM：石川博章
  - TD：伊東修
  - VE：島貫洋
  - カメラ：端坂嘉寛
  - 音声：北村玲奈
  - 照明：高木亘、加藤由美子
- 取材技術
  - カメラ：望月浩二郎、松本隆昭、寺田忠司、斉藤和彦、蔦村泰人、西尾明芳
  - VE：渋澤良浩、今城太一
  - 技術協力：東通、インフ
- 美術
  - 美術プロデューサー：西條実
  - 美術デザイナー：鈴木直人
  - 美術制作：与田滋
  - 装置：鈴木匡人
  - 装飾：後藤千鶴
  - 電飾：吉田晃子
  - メカシステム：濱口利行
  - ロケ装置：森原騎秀
  - アクリル装飾：青木剛
  - 衣装：渥美智恵
  - 持道具：岩本美徳
  - メイク：石月裕子
- 選曲：江本成治
- TK：長谷川道子
- CG：加藤幸男
- 編成：藤岡繁樹
- 宣伝：河野裕之
- 動物取材コーディネーター：間曽さちこ
- 海外AP：横川悦子
- リサーチ：千葉歩
- 現地コーディネーター：Japan Africa、林曜一、鈴木智子、加藤逸郎、土居建治
- AP：会有利、竹内文子、鮎川ひろ美（途中まで）
- 制作協力：K-ten
- ディレクター：福岡大司、宮下賢治、倉本拓、前田泰一郎、黒江達也、床波芳孝、足立原円香、寺田裕樹、稲垣知宏、山口博之、高山賢一
- 総合演出：小松伸一
- プロデューサー：笠原啓、樋江井彰敏、大木一史
- チーフプロデューサー：戸田郁夫
- 製作著作：TBS

## ナレーション
- 広中雅志、林原めぐみ、高橋茂雄（サバンナ）